# Farmer Wants a Wife
Farmer Wants a Wife est un format d'émission de téléréalité britannique créé par la société de production FremantleMedia. Il est inspiré de l'émission homonyme diffusée sur la chaîne ITV en 2001, qui elle-même est inspirée d'une émission suisse intitulée Bauer sucht Bäuerin et diffusée en 1983 sur SRG SSR idée suisse. Le format a été adapté dans une trentaine de pays.
L'émission suit des agriculteurs à la recherche de l'âme sœur. 

## Liste des adaptations
- Afrique du Sud : Boer soek 'n Vrou sur M-Net
- Australie : The Farmer Wants a Wife sur Nine Network
- Belgique ( Communauté flamande) : Boer zoekt vrouw sur VTM
- Belgique ( Communauté française) : L'amour est dans le pré sur RTL-TVI
- Canada : Farming For Love sur CTV
- États-Unis : Farmer Wants a Wife sur The CW et Fox
- France : L'amour est dans le pré sur M6
- Espagne : Granjero busca esposa sur Cuatro
- Italie : Il contadino cerca moglie sur Fox Life
- Norvège : Jakten på kjærligheten sur TV 2
- Pays-Bas : Boer zoekt vrouw sur Nederland 1
- Pologne : Rolnik szuka żony sur TVP1
- Québec : L'amour est dans le pré sur Noovo
- Suède : Bonde söker fru sur TV4
- Suisse : Bauer, ledig, sucht... sur 3+
- Allemagne : Bauer sucht Frau (de) sur RTL
- Portugal : Quem Quer Namorar com o Agricultor? (pt) sur SIC